# Schnell
Schnell ist ein deutscher Familienname.

## Namensträger

### A
- Alexander Schnell (* 1971), deutscher Philosoph
- Andrea Schnell (* 1976), deutsche Kickboxerin
- Andrew Schnell (* 1991), kanadischer Squashspieler
- Angelika Schnell (* 1962), deutsche Architektin und Hochschullehrerin
- Anneliese Schnell (1941–2015), österreichische Astronomin
- August Schnell (1897–1996), Schweizer Bankier und Unternehmer
- Axel Schnell (* 1953), deutscher Autor, Journalist, PR-Spezialist sowie Redenschreiber

### B
- Bernhard Schnell (* 1942), deutscher Literaturwissenschaftler und Medizinhistoriker
- Bruno Schnell (1929–2018), deutscher Verleger

### C
- Carina Schnell (* 1991), deutsche Fantasyautorin und Übersetzerin
- Carola Schnell (* 1989), deutsche Schauspielerin
- Christine Schnell (* 1950), deutsche Hörspielsprecherin, Synchronsprecherin und Schauspielerin
- Christoph Schnell (* 1954), Schweizer Komponist
- Cosima Schnell (* 1967), deutsche Filmeditorin

### D
- David Schnell (* 1971), deutscher Maler
- Delaney Schnell (* 1998), US-amerikanische Wasserspringerin
- Dieter Schnell (* 1938), deutscher Arzt, Ophthalmologe und Sportmediziner
- Dirk Schnell (* 1959), deutscher Handballspieler

### E
- Edgar Schnell (Manager) (1889–1972), deutscher Versicherungsmanager und Politiker (FDP)
- Edgar Schnell (Politiker) (1896–1974), deutscher Politiker (CDU), MdL Hessen
- Edgar Schnell (Heimatforscher) (* 1938), deutscher Heimatforscher und Autor
- Elisabeth Schnell (Moderatorin) (1930–2020), Schweizer Schauspielerin, Radiomoderatorin und Autorin
- Elisabeth Schnell (Politikerin) (* 1932), deutsche Politikerin (CSU)
- Emil Schnell (* 1953), deutscher Politiker und Minister (SPD)
- Erhard Schnell (1927–2020), deutscher Automobildesigner
- Ernst-Otto Schnell (* 1954), deutscher Unternehmer
- Erwin Schnell (1885–1980), deutscher siebenbürgisch-sächsischer Jäger, Landwirt und Autor
- Eugen Schnell (1818–1897), deutscher Archivar

### F
- F. Wolfgang Schnell (1913–2006), deutscher Pflanzenzüchter
- Florian Schnell (* 1984), deutscher Regisseur und Drehbuchautor
- Fred Schnell (1890–1957), US‑amerikanischer Amateurfunkpionier
- Friedrich Schnell (1816–1900), österreichisch-siebenbürgischer Beamter und Archivar
- Fritz Schnell (Jurist) (1872–1943), deutscher Jurist, Anwalt und Schriftsteller, ermordet im KZ Theresienstadt
- Fritz Schnell (Musiker) (1903–?), deutscher Pianist und Dirigent

### G
- Georg H. Schnell (1878–1951), deutscher Schauspieler
- Gerardus Synellius (auch Synel, Snellius, Schnell; um 1470–1552), Theologe und Abt des Klosters Marienthal
- Gerhard Schnell (Ingenieur) (* 1938), deutscher Elektroingenieur
- Gerlinde Schnell (* 1942), deutsche Politikerin (SPD)
- Graeme Schnell (* 1988), kanadischer Squashspieler
- Gustav Schnell (1793–1864), deutscher Reeder

### H
- Hanno Schnell (* 19??), deutscher Fußballtorwart
- Hans Schnell (Architekt) (vor 1882–nach 1929), deutscher Architekt
- Hans Schnell (Maler) (1951–2019), deutscher Maler und Zeichner
- Hans-Dieter Schnell (1939–2016), deutscher Landespolitiker (Hessen) (CDU)
- Heinrich Schnell (Historiker) (1867–1928), deutscher Gymnasiallehrer, Heimatforscher und Autor
- Heinrich Schnell (* 1933), deutscher Politiker (SPD)
- Hermann Schnell (Politiker) (1914–2003), österreichischer Politiker (SPÖ)
- Hermann Schnell (1916–1999), deutscher Chemiker
- Hildegard Schnell (1908–1986), hessische Politikerin (CDU) und Abgeordnete des Hessischen Landtags
- Hugo Schnell (1904–1981), deutscher Kunsthistoriker und Verleger

### J
- Jakob Rudolf Schnell (1772–1856), Schweizer Kaufmann und Bankier, Gründer der Viktoria-Stiftung Richingen
- Johann Schnell (1751–1827), Schweizer Jurist, Vater der Gebrüder Schnell
- Johann Schnell (Politiker) (Hans Schnell; 1793–1865), Schweizer Arzt, Naturwissenschaftler und Politiker
- Johann Jakob Schnell (1687–1754), deutscher Komponist, Hofmusikdirektor und Musikverleger
- Johann Ludwig Schnell (1781–1859), Schweizer Politiker
- Johann Rudolf Schnell (1767–1829), Schweizer Jurist und Richter
- Johannes Schnell (Rechtshistoriker) (1812–1889), Schweizer Rechtshistoriker
- Johannes Schnell (Kunsthistoriker) (1934–1996), deutscher Kunsthistoriker
- Josef von Schnell (1822–1863), österreichischer Konsularbeamter und Schriftsteller
- Josef Schnell (Politiker) (1886–1966), deutscher Politiker (SPD), MdL Württemberg-Hohenzollern
- Josef Schnell (Gewichtheber)  (1934–2010), deutscher Gewichtheber und Unternehmer
- Joseph Schnell (1822–1874), österreichischer Bergführer
- Jürgen Schnell (General) (* 1935), deutscher General
- Jürgen Schnell (Ingenieur) (* 1953), deutscher Bauingenieur
- Jürgen Schnell (Fußballspieler) (* 1968), deutscher Fußballspieler

### K
- Kai-Uwe Schnell (* 1967), deutscher Fußballspieler
- Karl Schnell (Politiker, 1786) (1786–1841), Schweizer Jurist und Politiker
- Karl Schnell (General) (1916–2008), deutscher General
- Karl Schnell (Politiker, 1954) (* 1954), österreichischer Arzt und Politiker
- Karl Ernst Schnell (1866–1939), österreichischer Jurist, Bürgermeister von Kronstadt
- Karl Helmut Schnell (* 1926), deutscher Beamter
- Konrad Schnell (* 1932), deutscher Radrennfahrer
- Kurt Schnell (1914–1971), Außenhandelsfunktionär der DDR

### L
- Ludwig von Schnell (1827–1886), österreichischer Schriftsteller, Publizist, Farmer in den USA und Fotograf
- Lutz Schnell (* 1960), deutscher Schauspieler und Synchronsprecher

### M
- Martin Schnell (1773–1845), österreichisch-siebenbürgischer evangelischer Theologe und Jurist
- Martin W. Schnell (* 1962), deutscher Philosoph und Hochschullehrer
- Melanie Schnell (Tennisspielerin) (* 1977), österreichische Tennisspielerin
- Melanie Schnell (Chemikerin) (* 1978), deutsche Chemikerin und Hochschullehrerin

### P
- Paul Schnell (Geograph) (1860–1925), deutscher Geograph und Lehrer
- Paul Schnell (Politiker) (1896–1944), deutscher Politiker (SPD), MdL Mecklenburg-Schwerin
- Paul Schnell (Designer) (1926/1927–2017), US-amerikanischer Designer
- Peter Schnell (Politiker) (1935–2024), deutscher Jurist und Politiker (CSU)
- Peter Schnell (Informatiker) (* 1938), deutscher Informatiker und Unternehmer
- Peter Schnell (Autor) (* 1941), deutscher Bauingenieur, Eisenbahnmanager und Autor

### R
- Rainer Schnell (* 1957), deutscher Sozialwissenschaftler
- Ralf Schnell (* 1943), deutscher Germanist und Literaturwissenschaftler sowie Rektor der Universität Siegen
- Raoul Wolfgang Schnell (1914–2003), deutscher Hörspielregisseur
- Ray Schnell (1893–1970), US-amerikanischer Politiker
- Reinald Schnell (* 1935), deutscher Dokumentarfilmer und Schauspieler
- Robert Wolfgang Schnell (1916–1986), deutscher Schriftsteller
- Roland Schnell (1921–1980), deutscher Motorradrennfahrer
- Ruben Jonas Schnell (* 1968), deutscher Musikjournalist
- Rüdiger Schnell (* 1942), deutscher Philologe
- Rudolf Schnell (1873–nach 1932), deutscher Architekt
- Ruth Schnell (* 1956), österreichische Künstlerin

### S
- Samuel Ludwig Schnell (1775–1849), Schweizer Jurist und Hochschullehrer

### T
- Tatjana Schnell (* 1971), deutsche Psychologin und Professorin
- Theodor Schnell der Ältere (1836–1909), deutscher Bildhauer und Kirchenausstatter
- Theodor Schnell der Jüngere (1870–1938), deutscher Bildhauer und Kirchenausstatter
- Tom Schnell (* 1985), luxemburgischer Fußballspieler

### V
- Volker Schnell (* 1942), deutscher Färbereifacharbeiter, Hochseefischer und früherer Volkskammerabgeordneter

### W
- Walter Schnell (Mediziner) (1891–1960), deutscher Mediziner
- Walter Schnell (Ingenieur) (1924–1999), deutscher Bauingenieur
- Walter Schnell (Politiker) (* 1953), deutscher Politiker
- Werner Schnell (Bodenleger) (1941/1942–2019), deutscher Bodenleger und Leiter des Instituts für Baustoffprüfung und Fußbodenforschung
- Werner Schnell (Kunsthistoriker) (* 1949), deutscher Kunsthistoriker und Hochschullehrer
- Werner Schnell-Langmaack (1924–2013), deutscher Buchhändler und Lyriker
- Wilhelm Schnell (1851–1916), deutscher Ingenieur und Bergbauhistoriker
- Willy Schnell (* 1927), deutscher Oboist und Hochschullehrer
- Wolfgang Schnell (1929–2006), deutscher Physiker